# Weigela grandiflora
Weigela grandiflora là một loài thực vật có hoa trong họ Kim ngân. Loài này được (Siebold & Zucc.) Fortune miêu tả khoa học đầu tiên năm 1863.